# 퉁구라우아주

퉁구라우아 주의 위치

퉁구라우아주(스페인어: Provincia de Tungurahua)는 에콰도르 중부에 위치한 주로 주도는 암바토이며 면적은 3,386.25km2, 인구는 581,389명(2011년 기준), 인구 밀도는 170명/km2이다. 9개 지방 자치체를 관할한다. 주 이름은 주 경계 지점에 위치한 화산인 퉁구라우아 산에서 유래된 이름이다.
북서쪽으로는 코토팍시 주, 북동쪽으로는 나포 주, 동쪽으로는 파스타사 주, 남동쪽으로는 모로나산티아고 주, 남쪽으로는 침보라소 주, 서쪽으로는 볼리바르 주와 접한다.

주기(뒤집은 몰도바 소비에트 사회주의 공화국과 비슷함)

## 같이 보기
- 에콰도르의 주